# Верхівська сільська рада (Тростянецький район)
| Верхівська сільська рада — колишній орган місцевого самоврядування у Тростянецькому районі Вінницької області з адміністративним центром у с. Верхівка. Сільській раді були підпорядковані населені пункти: - с. Верхівка - с-ще Верхівське - с. Козинці |

## Склад ради
Рада складалася з 17 депутатів та голови.

## Керівний склад сільської ради
| ПІБ                          | Основні відомості                                                         | Дата обрання | Дата звільнення |
| ---------------------------- | ------------------------------------------------------------------------- | ------------ | --------------- |
| Гріша Тарас Миколайович      | Сільський голова, 1983 року народження, освіта, безпартійний              | 26.03.2006   | 31.10.2010      |
| Пилипенко Микола Миколайович | Сільський голова, 1969 року народження, освіта вища, член Партії регіонів | 31.10.2010   |                 |

Примітка: таблиця складена за даними джерела